# Los Berros (Kalifornija)
Los Berros je naseljeno područje za statističke svrhe u američkoj saveznoj državi Kalifornija. Prema popisu stanovništva iz 2010. u njemu je živjelo 641 stanovnika.